# 프리즈비 파이 컴퍼니

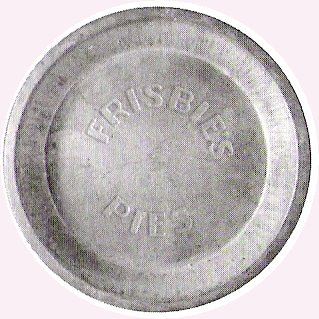
프리즈비 파이 컴퍼니의 파이 접시.

프리즈비 파이 컴퍼니(영어: Frisbie Pie Company)는 코네티컷주 브리지포트에 소재한 미국의 파이 회사다. 1871년 윌리엄 러셀 프리즈비(William Russell Frisbie)가 올즈 베이킹 컴퍼니(Olds Baking Company)의 파이 부문을 인수, 개칭해서 창업했다.
프리즈비사는 코네티컷 전역의 소매점과 식당에 파이를 공급했고, 멀리는 버몬트주 미들베리 칼리지에까지 납품했다. 미들베리 학생들은 프리즈비사의 양철 파이 접시가 익형이라 던지고 놀기 좋다는 것을 발견했다. 프리즈비사의 노동자들이 먼저 쉬는 시간에 접시를 던지고 놀았고 그것을 학생들이 따라했다고도 한다.
1957년, 완구회사 왐오에서 플라스틱제 투척원반 장난감을 만들고 “플루토 플래터(Pluto Platter)”라고 명명했는데, 접시 던지는 놀이가 워낙 “프리즈비”라고 알려져 있었기에 장난감 이름도 “프리즈비”라고 고쳤다. 다만 상표권 문제를 회피하기 위해 Frisbee 라고 철자를 살짝 바꾸었다.
브리지포트의 파이 공장은 1958년에 폐업했고, 프리즈비 파이 브랜드는 테이블 토크 파이에 매입되었다.
영화 백 투 더 퓨처 3(1990년)에서 마티 맥플라이(마이클 J. 폭스 분)가 1885년 서부시대에서 프리즈비 파이 접시를 발견하고 반가워한다. 이후 이 접시를 장난감 프리즈비처럼 투척해서 악역 뷰포트 태넌(토머스 F. 윌슨 분)이 에멧 브라운(크리스토퍼 로이드 분)을 데린저로 쏴죽이는 것을 막는다.
2016년, 코네티컷주의 프리즈비 투척 선수이자 향토사학자인 댄 오코너(Dan O’Connor)가 프리즈비 파이 컴퍼니의 권리를 사들였고 그해 11월 회사를 다시 출범했다. 레시피는 150년 전 창업한 오리지널 레시피를 그대로 사용한다고 한다.